# Life Is Strange: Before the Storm
Life Is Strange: Before the Storm est un jeu vidéo épisodique d'aventure graphique en vue objective se rapprochant du film interactif, composé de trois épisodes, développé par Deck Nine Games et édité par Square Enix. Le premier épisode est sorti le 31 août 2017, le second le 19 octobre 2017 et le troisième le 20 décembre 2017, une version physique regroupant tous les épisodes, est sortie le 9 mars 2018. Le jeu constitue une préquelle à Life Is Strange, l'intrigue se déroulant trois ans avant les événements du premier jeu et mettant en scène l'adolescence tourmentée de Chloe Price ainsi que celle de son amie Rachel Amber.
Comme pour le premier Life Is Strange, la ville du jeu, nommée Arcadia Bay, est inspirée de Tillamook, se situant elle aussi dans l'Oregon.

## Histoire

### Univers
Before the Storm se déroule dans la ville fictive d'Arcadia Bay, située dans l'Oregon, trois ans avant les événements du jeu Life Is Strange. Le jeu met en scène la relation naissante entre deux adolescentes : Chloe Price,  protagoniste de l'histoire, et Rachel Amber. Alors que Chloe, âgée de seize ans, traverse une période sombre de son adolescence, la présence de Rachel vient affecter sa vie de manière significative. Le joueur, dans le rôle de Chloe, est régulièrement confronté à des choix, lesquels déterminent notamment la nature de la relation entre les deux jeunes filles.
La disparition de Rachel Amber, qui constituait un arc narratif central dans le premier jeu, ne sera pas évoquée dans cette préquelle. La faculté de remonter le temps, également centrale dans Life Is Strange, ne sera pas présente non plus, bien que Before the Storm comporte des éléments surnaturels.

### Épisode 1:Éveille-toi
Quand l'épisode s'ouvre, Chloe trompe la mort en évitant de justesse de se faire écraser par un train. Elle se rend ensuite à un concert du groupe Firewalk qui se tient dans un bâtiment abandonné. Tandis qu'elle veut entrer dans la foule pour assister au concert, elle bouscule un des spectateurs qui veut alors s'en prendre à elle. Les choses tournent mal mais Chloe est sortie d'affaire par Rachel Amber. Les deux jeunes femmes assistent ensuite au concert. Le lendemain matin, Chloe se lève en retard pour aller à l'école. En se promenant dans la maison de Chloe, le joueur découvre qu'elle est en pleine crise à la suite du décès de son père et qu'elle ne supporte pas que sa mère, Joyce, ait rencontré un autre homme, David Madsen. Joyce lui fait part de sa déception par rapport à son comportement mais Chloe ne veut rien entendre. Elle tombe ensuite sur David qui doit la conduire à l'école en voiture. Les contacts sont tendus entre David et Chloe puisqu'elle n'apprécie pas qu'il lui fasse la morale. Dans la voiture, Chloe fait un rêve dans lequel elle revit l'accident de voiture de son père. Une fois arrivée à Blackwell, Chloe rencontre différents étudiants (dont Victoria Chase et Nathan Prescott) avant de rejoindre son amie Steph qui lui donne le DVD du film Blade Runner. Quand Chloe s'apprête à pénétrer dans l'école, elle tombe sur Rachel qui est en pleine répétition de la pièce de théâtre The Tempest. Rachel propose ensuite à Chloe de sécher les cours et les deux jeunes femmes montent à l'improviste à bord d'un wagon d'un train de marchandises. Durant le trajet, elles apprennent à se connaître. Elles sautent en marche et arrivent dans un parc. Rachel propose à Chloe de s'amuser à espionner les gens à travers des jumelles publiques. Elles tombent ainsi sur un couple en train de s'embrasser. Rachel change soudainement d'humeur et s'en va. Chloe, confuse, cherche à savoir ce qui a provoqué ce changement d'humeur et poursuit Rachel jusqu'à la décharge. Rachel veut qu'on la laisse seule et s'énerve davantage puis abandonne Chloe. Chloe s'emporte à son tour et détruit tout ce qui lui tombe sous la main. Elle découvre ensuite la carcasse de la voiture de son père et craque nerveusement. Elle est prise d'un nouveau rêve dans lequel son père l'encourage à retrouver Rachel. Chloe rejoint son amie qui se décide finalement à lui expliquer ce qui la tracasse. L'homme qu'elles ont vu dans le parc était le père de Rachel mais la femme qu'il embrassait n'était pas sa mère. Rachel se sent trahie et avoue à Chloe qu'elle a envie de tout plaquer et de quitter Arcadia Bay pour de bon. Elle propose d'ailleurs à Chloe de partir avec elle. Rachel décide aussi de brûler une photo d'elle et son père qu'elle gardait toujours avec elle. En brûlant cette photo en pleine nature, elle provoque un incendie de forêt. Sa colère semble avoir un effet sur le feu en ravivant la puissance des flammes. L'épisode se clôture sur cet incendie qui est observé par différents personnages.

### Épisode 2: Splendide nouveau monde
Le second épisode de Life is Strange : Before the Storm. Alors que la relation entre Chloe et Rachel continue de se développer, la rebelle d'Arcadia Bay devra aider Frank Bowers, le dealer de la ville, à régler une affaire. À la suite des événements de la veille, Chloé et Rachel plus complices que jamais, sont déterminées à prendre un nouveau départ en dehors de Arcadia Bay. Seulement, plusieurs ombres planent au tableau, l'incendie, le père de Rachel et sa mystérieuse maîtresse, sans oublier David le beau père de Chloé.

### Épisode 3: L'enfer est vide
Le troisième et dernier épisode du préquel de Life is Strange dans lequel vous retournerez à Arcadia Bay pour voir l'évolution de la relation entre Chloe Price et Rachel Amber.

### Épisode bonus: Adieux
Adieux est l'épisode bonus du préquel de Life is Strange dans lequel vous contrôlez une jeune Max Caulfield avant les événements de Before the Storm. L'Édition Deluxe de Life is Strange Before the Storm est requise pour avoir accès à l'épisode bonus.

### Personnages
Chloe Price est l'héroïne du jeu. Elle est âgée de seize ans dans Before the Storm et vit une adolescence tourmentée. Elle vit avec sa mère, Joyce Price, et son beau-père, David Madsen, depuis le décès de son père, William Price.
Certains personnages de Life Is Strange apparaissent également dans cette préquelle, parmi lesquels Samuel, Rachel Amber et Nathan Prescott. Maxine, l'héroïne de la première saison, et l'ancienne meilleure amie de Chloe, n’apparaîtra pas dans la préquelle, son personnage ayant déménagé à Seattle. Toutefois, le jeu y fera référence, le personnage de Chloe regrettant son absence et le fait qu'elle ne donne pas de nouvelles. Un épisode spécial met également en scène le personnage de Maxine.

## Développement
En août 2015, peu après la sortie du troisième épisode de Life is Strange, Luc Baghadoust et Michel Koch, respectivement producer et co-game director, laissent entendre la possibilité d'une seconde saison, qui pourrait se dérouler dans un autre univers et avec d'autres personnages. Le 27 juillet 2016, Square Enix annonce officiellement qu'une série en live-action est en préparation, qu'elle sera développée par Legendary Pictures et uniquement disponible au format numérique. Le 18 mai 2017, Dontnod Entertainment confirme que le développement d'une suite est en cours,.
Lors de la conférence Xbox au salon E3 2017, Square Enix annonce la sortie d'une préquelle nommée Before the Storm. Le jeu devrait comptabiliser un total de 3 épisodes et un épisode bonus. Le premier épisode de Before the Storm a été annoncé pour le 31 août 2017.
Contrairement à Life Is Strange, le jeu est développé par Deck Nine Games, en lien avec Square Enix London Studios, et non pas par Dontnod Entertainment, qui développe en parallèle Life Is Strange 2. Toutefois, les équipes du studio français ont été consultées sur les premiers jets du scénario, et ont joué au premier épisode avant sa sortie, ce qui leur a permis de formuler quelques retours et conseils aux développeurs. Il s'agit du premier jeu développé par Deck Nine Games sous ce nom : le studio était jusqu'alors connu sous le nom de Idol Minds, et s'était fait connaitre avec le jeu Pain. Before the Storm s'inscrit dans un effort de repositionnement du studio américain vers le jeu d'aventure narratif. Pour cela, Deck Nine Games a procédé d'une part à des recrutements, notamment de personnes issues du monde du cinéma et de la télévision, et d'autre part à la conception d'un outil propriétaire nommé StoryForge, permettant de concevoir et visualiser efficacement des embranchements narratifs complexes. C'est d'ailleurs cet outil qui a convaincu Square Enix de choisir Deck Nine pour développer une préquelle de Life Is Strange.
Le scénario du jeu a été écrit en collaboration avec Ashly Burch, qui doublait le personnage de Chloe dans le premier jeu. Le scénariste principal Zak Garriss explique que le regard de l'actrice sur le script, et sa connexion émotionnelle très forte avec Chloe, ont permis d'enrichir le scénario et sa manière d'appréhender le personnage.
Max Caulfield, la protagoniste du premier jeu, est disponible en tant que personnage jouable dans un épisode bonus intitulé "Farewell", inclus dans l'Édition Deluxe, qui contient ainsi un éditeur de playlist et trois tenues alternatives pour Chloe (pour la somme de 24,99 €). La Saison complète contient seulement les 3 épisodes du jeu, au prix de 16,99 €.
Le jeu a été conçu comme une saison indépendante, pouvant être appréciée aussi bien par les joueurs du premier jeu que les nouveaux venus. La préquelle ne révèle donc pas les événements du premier jeu.

## Audio

### Doublage
L'actrice Ashly Burch, qui assurait le doublage de Chloe dans la première saison, ne reprend pas son rôle dans cette préquelle en raison de la grève des comédiens et comédiennes de jeu vidéo de 2016-2017. L'actrice est toutefois créditée en tant que writing consultant, contribuant à l'écriture des dialogues pour le personnage de Chloe. L'absence d'Ashly Burch au casting a été mal vécue par les équipes de Deck Nine Games, qui a d'ailleurs considéré l'abandon total du projet, estimant que la prestation de l'actrice était un élément majeur du personnage de Chloe et de l'expérience du premier jeu. L'actrice Rhianna DeVries doublera finalement Chloe dans ces trois épisodes.

### Bande originale
La bande originale du jeu est composée par le groupe britannique Daughter. Elle comprend des compositions originales, qui paraîtront sur l'album du groupe Music from Before the Storm. Leur chanson "Numbers" était présente dans la première bande-annonce du jeu. Il s'agit de la première fois que le groupe compose une bande originale. La chanteuse Elena Tonra explique ainsi la manière dont elle s'est glissée dans la peau du personnage de Chloe pour écrire les chansons du jeu : "Pour certaines chansons, je commençais à écrire du point de vue du personnage principal, Chloe, avant de me rendre compte que j'avais petit à petit transformé la chanson en l'un de mes propres souvenirs d'adolescence, ou alors je parlais de son deuil à elle et je le rattachais à quelqu'un qui me manque terriblement. J'arrivais à la fin de la chanson et je me disais "Bon sang. Je me remets à parler de cette personne", mais c'était une expérience étonnamment cathartique." La bande-son ayant été composée en une période d'environ six mois, Elena Tonra ajoute : "Pour nos propres albums on prend parfois jusqu'à deux ans pour finir d'enregistrer, donc pour ces chansons nous avons dû fonctionner à l'instinct et prendre des décisions rapidement, tout en étant ouverts pour pouvoir les adapter au scénario du jeu au fil de son développement."
Comme pour la première saison, la bande originale du jeu comprend également des chansons sous licence, dont deux issues du répertoire préexistant de Daughter, et d'autres provenant du répertoire d'autres artistes :
| numéro | Titre                                | Auteur               | temps |
| ------ | ------------------------------------ | -------------------- | ----- |
| 1.     | Flaws                                | Daughter             | 2:53  |
| 2.     | I Don't                              | Koda                 | 2:52  |
| 3.     | Glass                                | Daughter             | 4:19  |
| 4.     | Black Flies                          | Ben Howard           | 6:22  |
| 5.     | Youth                                | Daughter             | 4:15  |
| 6.     | Through the Cellar Door              | Lanterns on the Lake | 2:56  |
| 7.     | All I Wanted                         | Daughter             | 3:26  |
| 8.     | No Below                             | Speedy Ortiz         | 3:42  |
| 9.     | A Hole in the Earth                  | Daughter             | 4:41  |
| 10.    | Taking You There (Live Acoustic Mix) | Broods               | 3:38  |
| 11.    | Burn it Down                         | Daughter             | 3:10  |
| 12.    | Bros                                 | Wolf Alice           | 3:47  |
| 13.    | No Care                              | Daughter             | 2:53  |
| 14.    | Don’t Mess With Me                   | Brody Dalle          | 3:39  |
| 15.    | Are You Ready for Me                 | Pretty Vicious       | 3:35  |

## Accueil
- Adventure Gamers : 2/5[23]
- Canard PC : 6/10[24]